# Acer flabellatum
Acer flabellatum é uma espécie de árvore do gênero Acer, pertencente à família Aceraceae.